# کارل کمپ
 کارل کمپ (انگلیسی: Carl Kempe؛ زاده ۸ دسامبر ۱۸۸۴ درگذشته ۸ ژوئیهٔ ۱۹۶۷) یک تنیس‌باز اهل سوئد بود. 